# Schwedische Tänze
Die Schwedischen Tänze op. 63 von Max Bruch (1838–1920) sind eine Sammlung von insgesamt 15 Tänzen aus dem Jahr 1892. Sie wurden ursprünglich für Violine und Klavier komponiert.

## Hintergrund
1892 verfasste Max Bruch die schwedischen Tänze. Der Komponist fühlte sich der Volksmusik stark verbunden und ließ sich vermutlich über die „Svenska folkvisor“ von Erik Gustaf Geijer und Arvid August Afzelius zu diesem Werk inspirieren. Auch wenn Max Bruch lediglich an eine private Vorführung gedacht hatte, fertigte er im selben Jahr auch eine eigenständige Orchesterfassung an. Im Jahr darauf entstanden aus seiner Feder je eine Fassung für Klavier zu zwei und zu vier Händen und eine Fassung für Militärorchester. Von seinem Verleger Fritz Simrock erhielt er für die Originalfassung 3.000 Mark und für die Orchesterfassung weitere 1.000 Mark. Die Anregung für diese Stücke erhielt er über seinen Verleger durch Komponisten wie Johannes Brahms und Antonín Dvořák. Auch wenn Max Bruch, genauso wie seine Zeitgenossen, seine Inspiration in Folklore fand, verwendete dieser im Gegensatz zu den anderen Kollegen Musik aus anderen Ländern. Auffällig ist zudem, dass Max Bruch die erste Fassung für Violine und Klavier schrieb und erst später die anderen Fassungen hinzukamen.
Die Tänze wurden in zwei Bänden veröffentlicht:
Buch 1
- Tanz I: Einleitung (langsam, 2/4). Sehr mäßig (3/4) in d-Moll
- Tanz II: Ruhig bewegt. (3/4) in D-Dur
- Tanz III: Frisch, nicht zu schnell. (3/4) in d-Moll
- Tanz IV: Langsam, nicht schleppend. Ein wenig belebter. Langsam, nicht schleppend. (3/4) in B-Dur
- Tanz V: Ziemlich schnell. (3/4) in g-Moll
- Tanz VI: Langsam, mit Ausdruck. (3/4) in Es-Dur
- Tanz VII: Lebhaft. (3/8) in B-Dur

Buch 2:
- Tanz VIII: Sehr mäßig. (3/4) in f-Moll
- Tanz IX: Lebhaft. (3/4) in F-Dur
- Tanz X: Frisch, nicht zu schnell. (3/4) in D-Dur
- Tanz XI: Sehr mäßig. (3/4) in h-Moll
- Tanz XII: Langsam, nicht schleppend. (3/4) in G-Dur
- Tanz XIII: Sehr mäßig. (2/4) in a-Moll
- Tanz XIV: Gehend, ruhig bewegt. (2/4) in a-Moll
- Tanz XV: Sehr mäßig. (3/4) in d-Moll